# Lana Mahnič Jekoš
Lana Mahnič Jekoš por. Lana Lorenzetti, slovenska učiteljica joge in nekdanji fotomodel, 7. november 1989, New York
Leta 2011 je osvojila naslov Miss Slovenije.
Diplomirala je iz mednarodnega poslovanja na Univerzi v Greenwichu.

## Mladost
Njena starša sta diplomata. Ko je bila stara dve leti, se je družina preselila v Črnuče, kjer je obiskovala vrtec in osnovno šolo. Leta 1998 so zaradi očetovih obveznosti za štiri leta šli v Atene, kjer je hodila v ameriško šolo. Nato so se preselili v zaselek Kobiljek v Ponovi vasi (Občina Grosuplje). Prvi dve leti je obiskovala mednarodni oddelek na Gimnaziji Bežigrad, mednarodno maturo pa je naredila na gimnaziji v Kairu leta 2008.
Njena hobija sta bila ples in gledališče.

## Manekenstvo
Delala je pri ljubljanskih agencijah Hering Models in Bronz.

## Zasebno
Je poročena in ima hčer. Rada jaha. Visoka je 176 centimetrov.
Njenega očeta Boruta Mahniča so leta 2010 predčasno odpoklicali z mesta veleposlanika v Kairu zaradi slabega dela. Njena mama, Gojka Jekoš, je na lokalnih volitvah leta 2010 kandidirala za članico občinskega sveta občine Grosuplje kot 12. na listi NSi. Starejši brat je arhitekt, ki se ukvarja z notranjim oblikovanjem.